# Кастельбьяг
Кастельбья́г (фр. Castelbiague, окс. Castèthviague) — коммуна во Франции, находится в регионе Окситания. Департамент — Верхняя Гаронна. Входит в состав кантона Сали-дю-Салат. Округ коммуны — Сен-Годенс.
Код INSEE коммуны — 31114.

## География
Коммуна расположена приблизительно в 660 км к югу от Парижа, в 80 км к юго-западу от Тулузы.
По территории коммуны протекает река Арбас.

## Климат
Климат умеренно-океанический. Зима мягкая и снежная, весна характеризуется сильными дождями и грозами, лето сухое и жаркое, осень солнечная. Преобладают сильные юго-восточные и северо-западные ветры.

## Население
Население коммуны на 2010 год составляло 223 человека.
| 1962 | 1968 | 1975 | 1982 | 1990 | 1999 | 2010 |
| ---- | ---- | ---- | ---- | ---- | ---- | ---- |
| 204  | 205  | 208  | 210  | 205  | 209  | 223  |

## Администрация
| Период | Период | Фамилия    | Партия | Примечания |
| ------ | ------ | ---------- | ------ | ---------- |
| 1971   | 2001   | Жорж Браке |        |            |
| 2001   | 2020   | Пьер Браке |        |            |

## Экономика
В 2010 году среди 134 человек трудоспособного возраста (15—64 лет) 95 были экономически активными, 39 — неактивными (показатель активности — 70,9 %, в 1999 году было 71,2 %). Из 95 активных жителей работали 88 человек (49 мужчин и 39 женщин), безработных было 7 (4 мужчины и 3 женщины). Среди 39 неактивных 11 человек были учениками или студентами, 14 — пенсионерами, 14 были неактивными по другим причинам.

## Достопримечательности
- Ораторий Св. Сигизмунда (1834)
- Замок Компан (1839)
- Церковь Успения Божьей Матери (1887)
- Церковь Св. Сигизмунда (XVII век)
- Фонтан Гауа (1910)
- Водяная мельница Сарьё на реке Арба (XVII век)